# Čepin
Čepin est un village et une municipalité située dans le comitat d'Osijek-Baranja, en Croatie. Au recensement de 2001, la municipalité comptait 12 901 habitants, dont 92,32 % de Croates et le village seul comptait 9 502 habitants.

## Localités
La municipalité de Čepin compte 6 localités :
- Beketinci - 700
- Čepin - 9 502
- Čepinski Martinci - 700
- Čokadinci - 183
- Livana - 750
- Ovčara - 1 066